# Q-serie ipergeometrica
In matematica, le q-serie ipergeometriche, chiamate anche serie ipergeometriche basiche, sono generalizzazioni q-analoghe delle serie ipergeometriche ordinarie. Si definiscono comunemente due tipi di q-serie, le q-serie ipergeometriche unilaterali e le q-serie ipergeometriche bilaterali.
La terminologia viene stabilita in analogia con quella delle serie ipergeometriche ordinarie. Una serie ordinaria {\displaystyle \sum _{n}x_{n}} viene detta serie ipergeometrica (ordinaria) se il rapporto fra termini successivi {\displaystyle x_{n+1}/x_{n}} è una funzione razionale di n. Se invece il rapporto fra termini successivi è una funzione razionale di {\displaystyle q^{n}}, la serie corrispondente viene detta q-serie ipergeometrica.
Le q-serie ipergeometriche sono state analizzate per la prima volta da Eduard Heine nel XIX secolo, al fine di individuare caratteristiche comuni alle funzioni teta di Jacobi e alle funzioni ellittiche.

## Definizione
Si definisce q-serie ipergeometrica unilaterale in 2 k + 1 parametri e nella variabile z
{\displaystyle \;_{k+1}\phi _{k}\left[{\begin{matrix}a_{0},&a_{1},&a_{2},&\ldots ,&a_{k}\\&b_{1},&b_{2},&\ldots ,&b_{k}\end{matrix}};q,z\right]=\sum _{n=0}^{\infty }{\frac {(a_{0},a_{1},a_{2},\ldots ,a_{k};q)_{n}}{(q,b_{1},b_{2},\ldots ,b_{k};q)_{n}}}z^{n}}
dove 
{\displaystyle (a_{1},a_{2},\ldots ,a_{m};q)_{n}=(a_{1};q)_{n}(a_{2};q)_{n}\ldots (a_{m};q)_{n}}
è il q-fattoriale crescente.
La q-serie ipergeometrica bilaterale in 2 k parametri e nella variabile z viene definita come
{\displaystyle \;_{k}\psi _{k}\left[{\begin{matrix}a_{1},&a_{2},&\ldots ,&a_{k}\\b_{1},&b_{2},&\ldots ,&b_{k}\end{matrix}};q,z\right]=\sum _{n=-\infty }^{\infty }{\frac {(a_{1},a_{2},\ldots ,a_{k};q)_{n}}{(b_{1},b_{2},\ldots ,b_{k};q)_{n}}}z^{n}} .

## Semplici esempi
Alcuni semplici esempi di queste serie includono
{\displaystyle {\frac {z}{1-q}}\;_{2}\phi _{1}\left[{\begin{matrix}q,&q\\&q^{2}\end{matrix}}\;;q,z\right]={\frac {z}{1-q}}+{\frac {z^{2}}{1-q^{2}}}+{\frac {z^{3}}{1-q^{3}}}+\ldots } ,
{\displaystyle {\frac {z}{1-q^{1/2}}}\;_{2}\phi _{1}\left[{\begin{matrix}q,&q^{1/2}\\&q^{3/2}\end{matrix}}\;;q,z\right]={\frac {z}{1-q^{1/2}}}+{\frac {z^{2}}{1-q^{3/2}}}+{\frac {z^{3}}{1-q^{5/2}}}+\ldots }
e 
{\displaystyle \;_{2}\phi _{1}\left[{\begin{matrix}q,&-1\\&-q\end{matrix}}\;;q,z\right]=1+{\frac {2z}{1+q}}+{\frac {2z^{2}}{1+q^{2}}}+{\frac {2z^{3}}{1+q^{3}}}+\ldots }

## Semplici identità
Tra le identità più semplici segnaliamo
{\displaystyle \;_{1}\phi _{0}(a;q,z)=\prod _{n=0}^{\infty }{\frac {1-aq^{n}z}{1-q^{n}z}}}
e
{\displaystyle \;_{1}\phi _{0}(a;q,z)={\frac {1-az}{1-z}}\;_{1}\phi _{0}(a;q,qz)}
Il caso particolare relativo ad {\displaystyle a=0} è strettamente collegato alla funzione q-esponenziale.

## Identità di Ramanujan
Ramanujan ha scoperto l'identità
{\displaystyle \;_{1}\psi _{1}\left[{\begin{matrix}a\\b\end{matrix}};q,z\right]=\sum _{n=-\infty }^{\infty }{\frac {(a;q)_{n}}{(b;q)_{n}}}={\frac {(b/a;q)_{\infty }\;(q;q)_{\infty }\;(q/az;q)_{\infty }\;(az;q)_{\infty }}{(b;q)_{\infty }\;(b/az;q)_{\infty }\;(q/a;q)_{\infty }\;(z;q)_{\infty }}}}
valida per {\displaystyle |q|<1} e {\displaystyle |b/a|<|z|<1}. Una fondamentale identità simile alla precedente concernente {\displaystyle \,_{6}\psi _{6}} è stata data da Bailey. Si è capito che tale identità è una generalizzazione del teorema del triplo prodotto di Jacobi, il quale può essere scritto mediante la q-serie come
{\displaystyle \sum _{n=-\infty }^{\infty }q^{n(n+1)/2}z^{n}=(q;q)_{\infty }\;(-1/z;q)_{\infty }\;(-zq;q)_{\infty }} .
Inoltre questa identità generalizza anche una analoga identità concernente un prodotto quintuplo.
Ken Ono propone una serie formale di potenze collegata 
{\displaystyle A(z;q)={\frac {1}{1+z}}\sum _{n=0}^{\infty }{\frac {(z;q)_{n}}{(-zq;q)_{n}}}z^{n}=\sum _{n=0}^{\infty }(-1)^{n}z^{2n}q^{n^{2}}.}

## Q-serie ipergeometrica generalizzata
In generale, seguendo Gasper e Rahman, si definisce q-serie ipergeometrica unilaterale secondo Gasper in r + s + 1 parametri e nella variabile z
{\displaystyle \;_{r+1}\phi _{s}\left[{\begin{matrix}a_{0},&a_{1},&a_{2},&\ldots ,&a_{r}\\&b_{1},&b_{2},&\ldots ,&b_{s}\end{matrix}};q,z\right]:\!=\sum _{n=0}^{\infty }\{(-1)^{n}q^{n \choose 2}\}^{s-r}{\frac {(a_{0},a_{1},a_{2},\ldots ,a_{r};q)_{n}}{(q,b_{1},b_{2},\ldots ,b_{s};q)_{n}}}z^{n}}